# Lucienne Peiry
Lucienne Peiry, née à Lausanne le 4 septembre 1961, est une spécialiste de l'Art brut, commissaire d'expositions, conférencière, essayiste et journaliste culturelle.
Première femme à obtenir un doctorat en histoire de l'art à Lausanne, elle rédige la première thèse consacrée à l'Art brut. Elle dirige la Collection de l’Art Brut durant dix années.

## Biographie
Originaire du canton de Fribourg, Lucienne Peiry naît et grandit à Lausanne,.
Après une licence en lettres à l'Université de Lausanne en 1986, où elle suit notamment les cours de Michel Thévoz, d'Erica Deuber Ziegler et de Marie Claude Morand, elle est la première femme à obtenir, en 1996, un doctorat en histoire de l'art à Lausanne. Sa thèse est la première consacrée à l’Art brut et à l'histoire de la collection conçue par Jean Dubuffet. Cette étude est publiée l'année suivante sous le titre L'Art Brut, rééditée à plusieurs reprises et traduite en plusieurs langues,.
Lucienne Peiry exerce d'abord la profession de journaliste culturelle à la Radio suisse romande pendant quinze ans, jusqu'au début des années 2000, et de commissaire d'expositions indépendante de 1987 à 2001, année où elle succède à Michel Thévoz à la direction de la Collection de l'Art Brut à Lausanne.

### Collection de l'Art Brut
Lucienne Peiry dirige la Collection de l’Art Brut pendant dix ans (2001-2011). Les 27 expositions qu’elle conçoit pour le musée sont consacrées à des thématiques ou à des auteurs d’Art Brut, notamment à ses découvertes faites dans toute l’Europe, au Japon, en Chine, en Inde et à Bali ainsi qu’en Afrique et aux États-Unis notamment, apportant une ouverture internationale à l’Art Brut. Elle présente aussi ses découvertes suisses (canton de Fribourg).
Elle publie plusieurs ouvrages et articles sur des créateurs d'Art Brut et dirige des publications et des catalogues d'expositions pour le musée,,,.
À son initiative, plusieurs films documentaires consacrés à des auteurs d'Art Brut sont produits par le musée lausannois, ou coproduits et réalisés avec Philippe Lespinasse et Erika Manoni.
Elle organise en 2003 une exposition consacrée à Louis Soutter sous le titre Louis Soutter et la musique en collaboration avec le Kunstmuseum de Bâle et le musée cantonal des beaux-arts de Lausanne. Christian Zacharias, directeur de l’orchestre de chambre de Lausanne (OCL) participe à ce projet. Elle met sur pied plusieurs partenariats avec d'autres institutions culturelles suisses, notamment le Théâtre de Vidy à Lausanne et le Musée d'Art et d'Histoire de Fribourg.
En 2012, elle est nommée directrice de la recherche et des relations internationales de la Collection de l'Art Brut et quitte la direction du musée. Elle exerce cette fonction jusqu'en 2014.

### Commissaire d'exposition
Elle est commissaire d'une exposition sur l'œuvre d'art total d'Armand Schulthess, présentée à Neuchâtel au Centre Dürrenmatt en 2014 sous le titre Le labyrinthe poétique d'Armand Schulthess, puis à Lugano, au Museo cantonale d'Arte, en 2016. Deux catalogues trilingues ont été publiés à ces deux occasions,.
En 2017, elle est commissaire à la maison rouge, à Paris, de l'exposition Inextricabilia. Enchevêtrements magiques, accompagnée d'un catalogue, qui suscite des articles et reportages dans la presse, ainsi qu'une importante analyse de la part de l'historienne de l'art Valérie Arconati dans Libération,.
L'année suivante, elle organise une exposition sur Curzio di Giovanni (HEP, Lausanne) réunissant près de 80 dessins révélés pour la première fois au public et une exposition, Rhinocéros féroce?,, où elle fait dialoguer art et science avec des rhinocéros peints et dessinés par Gaston Dufour et en regard, des rhinocéros réels et naturalisés (Musée cantonal de zoologie, Lausanne, 2019-2020).
Elle est commissaire de l'exposition Écrits d'Art Brut, langages et pensées sauvages, présentée d'octobre 2021 à janvier 2022 au museum Tinguely, de Bâle,,.
En 2022, le musée des beaux arts du Locle accueille son exposition Parures d'Art Brut.
En 2024, Lucienne Peiry propose une exposition avec les œuvres de Marc Moret, mises en regard avec des objets d’art sacré au Musée Gruérien de Bulle (Suisse). Puis elle présente à Genève, en 2025, au Musée international de la Réforme, « Voir l’invisible. L’Art Brut et l’au-delà », qui réunit 14 créateurs de plusieurs pays du monde, dont plusieurs œuvres sont présentées pour la première fois au public.

### Autres activités
Lucienne Peiry a tenu une chronique artistique mensuelle sur la radio Espace 2, dans l'émission « À vous de jouer » entre 2012 et 2017.
Elle tient également un site internet intitulé Notes d'Art Brut depuis 2013.
Elle donne des conférences en Suisse et en Europe, ainsi qu'un enseignement semestriel sur l'Art Brut depuis 2010 à l'École polytechnique fédérale de Lausanne, au Collège des Humanités. Elle donne également un cours sur l'Art Brut à l'Université de Lausanne à la Faculté des sciences sociales et politiques en 2016-2017.
En 2021, elle prend place au sein du comité de recherches sur l'Art Brut, au Centre Pompidou, à Paris, à la suite de la donation de la collection Bruno Decharme.
Lucienne Peiry a été membre du jury de plusieurs mémoires à l’université de Lausanne et à l’école du Louvre à Paris, dont celui de Céline Gazzoletti, dirigé par Barbara Safarova, à l’école du Louvre, en septembre 2023.
Le Ministère français de la Culture lui remet les insignes de Chevalière de l’Ordre des arts et des lettres pour la contribution qu’elle a « apportée au rayonnement des arts et des lettres en France et dans le monde », en 2025.

## Vie privée
Elle a un frère, devenu architecte, et une sœur, assistante de production. Son père est employé aux Transports publics de la région lausannoise et sa mère travaille dans la restauration,.
Elle est mère de deux enfants,.

## Publications
- Édition établie, annotée et préfacée par Lucienne Peiry, Jean Dubuffet. Art Brut et créateurs d'Art Brut, Strasbourg, L'Atelier contemporain, 2023, 592 p. (ISBN 978-2-85035-132-7)
- L'art brut (édition revue et augmentée en 2023), Paris, Flammarion, 2023 (ISBN 978-2-08-137538-3 et 2-08-137538-9, OCLC 965622819).
- Écrits d’Art Brut, Lausanne, Revue de Belles-Lettres, 2022.
- Le Jardin de la mémoire, 2021 (ISBN 979-10-304-1543-8, OCLC 1287232374).
- Écrits d'art brut : graphomanes extravagants, 2020 (ISBN 978-2-02-144768-2 et 2-02-144768-5, OCLC 1199960989)[44].
- Le livre de pierre : Fernando Nannetti, 2020 (ISBN 979-10-304-1214-7, OCLC 1162819740).
- Rhinocéros féroce?, Lausanne, Musée cantonal de zoologie, 2019 (ISBN 978-2-940187-18-8 et 2-940187-18-5, OCLC 1125949691).
- L'Art Brut dans le monde, Infolio et Collection de l'Art Brut, Gollion et Lausanne, 2014.  (ISBN 978-2-88474-730-1)
- Collection de l'Art Brut Lausanne, Paris/Lausanne (Suisse), Skira Flammarion, 2012, 175 p. (ISBN 978-2-08-125323-0, OCLC 819138191, lire en ligne)
- Guo Fengyi, Lausanne, Collection de l'Art Brut, 2011, 28 p. (lire en ligne).
- Art brut du Japon : publication accompagnant l'exposition Japon, présentée à la Collection de l'art brut à Lausanne, 22 février-28 septembre 2008., Lausanne, Collection de l'art brut, 2008 (ISBN 978-2-88474-075-3 et 2-88474-075-9, OCLC 233580271).
- Le Royaume de Nek Chand, Flammarion, Paris, 2005, 2006.  (ISBN 978-2-08011-477-8)
- Jean-Hubert Martin, Museum Kunst Palast et Collection de l'art brut, Dubuffet & l'art brut, 5 continents, 2005 (ISBN 88-7439-226-5 et 978-88-7439-226-1, OCLC 58602917).
- Art Brut : Jean Dubuffet und die Kunst der Aussenseiter, Flammarion, 2005 (ISBN 2-08-021029-7, OCLC 76630421, lire en ligne).
- (en) Art brut : the origins of outsider art, Flammarion, 2001 (ISBN 2-08-010584-1 et 978-2-08-010584-4, OCLC 51833303).

### Direction d'ouvrages
- Alain Epelboin, Catherine Grenier, Nanette Jacomijn Snoep et Yvonne Lehnherr (sous la direction de Lucienne Peiry), Inextricabilia, enchevêtrement magiques : art brut, art sacré, art contemporain, art rituel africain : [exposition, Paris, la Maison rouge, 23 juin-17 septembre 2017] (ISBN 978-2-08-141182-1 et 2-08-141182-2, OCLC 992797175, lire en ligne)
- Lucienne Peiry et Collection de l'art brut (sous la direction de Lucienne Peiry,), Nannetti, Golion et Lausanne, Infolio et Collection de l'Art Brut, 2011 (ISBN 978-2-88474-237-5 et 2-88474-237-9, OCLC 742929711).

### Catalogues d'expositions
- « Curzio di Giovanni. Face-à-face »  [PDF], sur HEPL, 2018 (consulté le 7 janvier 2023)